# اضطهاد الهندوس

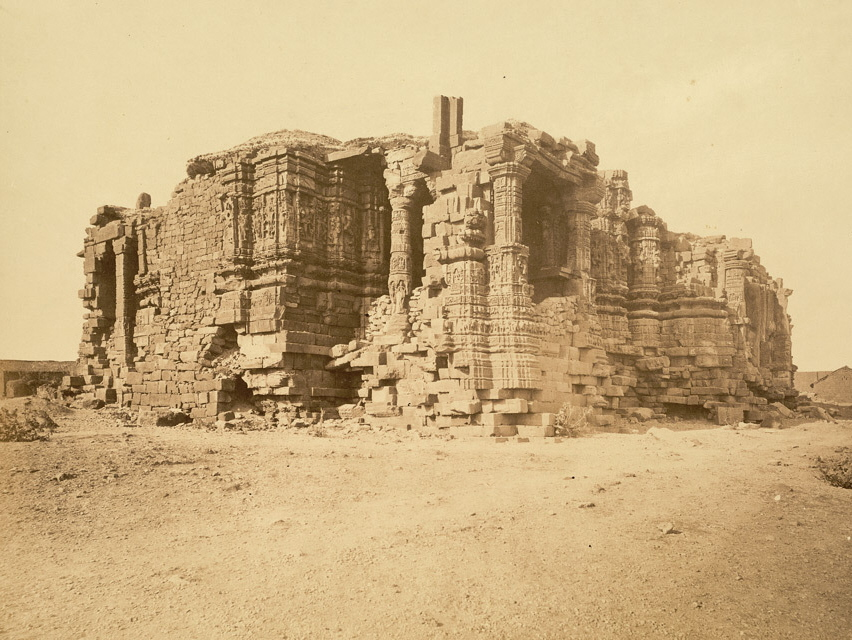
أنقاض معبد سومناث، دمر خلال هجوم محمود الغزنوي على الهند.

تم اضطهاد الهندوس خلال العصور الوسطى والعصر الحديث. تعرض الهندوس لاضطهاد ديني في شكل تحويل ديني بالقوة، ومذابح موثقة، وهدم وتدنيس للمعابد، فضلاً عن تدمير المدارس. في العصر الحديث، عانى الهندوس في المناطق ذات الأغلبية المسلمة في كشمير وباكستان وبنغلاديش وأفغانستان ودول أخرى من الاضطهاد.

## تعريف الاضطهاد
يُعرَّف الاضطهاد الديني بأنه العنف أو التمييز ضد الأقليات الدينية، والأفعال التي تهدف إلى حرمان الحقوق السياسية وإجبار الأقليات على وضعية مواطنين من الدرجة الثانية. في جانب سياسة الدولة، يُمكن تعريفها على أنها انتهاكات لحرية الفكر والوجدان والمعتقد تنتشر عن طريق سياسة دولة منهجية ونشطة تترجم من خلال أعمال المضايقة والترهيب والعقاب وتنتهك أو تهدد الحق في الحياة أو السلامة أو الحرية. التمييز مع التعصب الديني هو أن الأخير في معظم الحالات يكون في عاطفة السكان، والتي قد تتسامح أو تشجعها الدولة. غالبًا ما يتم وصف الحرمان من الحقوق المدنية على أساس الدين على أنه تمييز ديني وليس اضطهاد ديني.
قام باتيمان بتمييز درجات الاضطهاد المختلفة:

### اضطهاد الهندوس
يمكن تمييز أربعة عصور رئيسية من اضطهاد الهندوس:
1. عنف الحكام المسلمين ضد السكان الهنود، مدفوعًا برفض الأديان غير الإسلامية؛
2. عنف الحكام المستعمرين الأوروبيين؛
3. العنف ضد الهندوس في سياق النزاع الهندي الباكستاني؛
4. حالات العنف المعاصرة الأخرى ضد الهندوس في جميع أنحاء العالم

## الاضطهاد قبل الحكام المسلمين

### العصور الوسطى

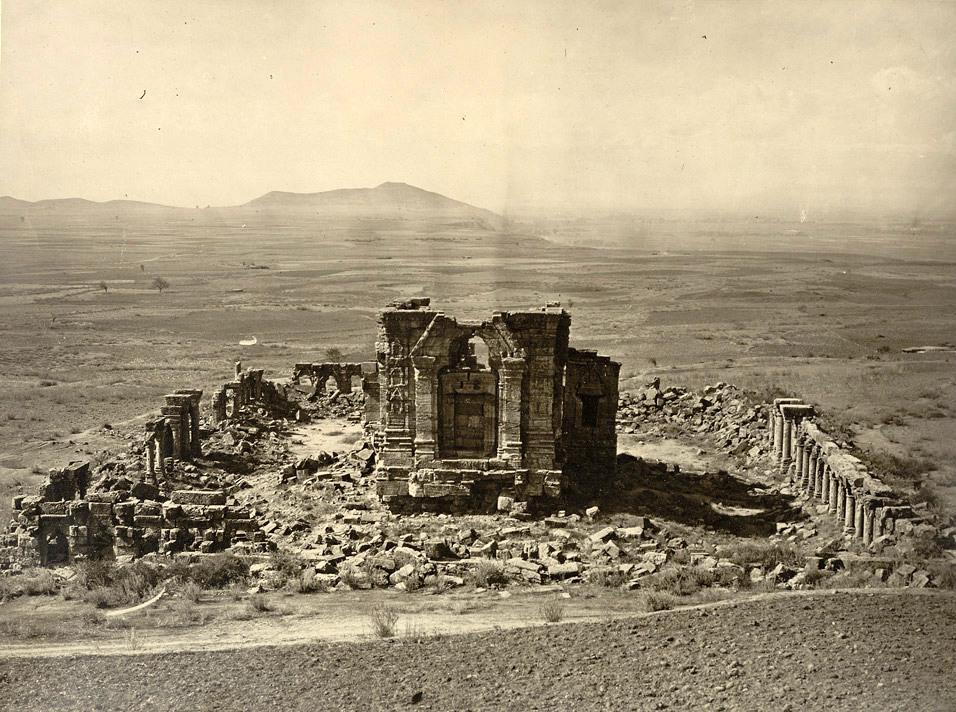
صورة لأطلال معبد الشمس ببهاوان، تم تدمير المعبد بالكامل بناءاً على أوامر السلطان إسكندر بوتشيكان في أوائل القرن الخامس عشر، ودام تدمير المعبد لمدة عام.

شمل الاضطهاد في العصور الوسطى موجات من النهب والقتل وتدمير المعابد والإستعباد من قبل الجيوش التركية المغولية المسلمة القادمة من آسيا الوسطى. وهي أحداث موثقة في الأدب الإسلامي مثل تلك المتعلقة بالقرن الثامن مع وصول محمد بن القاسم الثقفي، وفي القرن الحادي عشر مع غزو محمود الغزنوي، والرحالة الفارسي البيروني، وغزوات القوات الإسلامية في القرن الرابع عشر بقيادة تيمور، والحكام المختلفين من المسلمين السنَّة في سلطنة دلهي وسلطنة مغول الهند. كانت هناك استثناءات عرضية مثل حقبة جلال الدين أكبر والذي أوقف اضطهاد الهندوس، وفي بعض الأحيان اضطهاد شديد مثل حقبة أورنكزيب عالم كير، والذي دمر المعابد، وأجبر بالقوة غير المسلمين إلى اعتناق الإسلام وقام بحظر الإحتفال بالمهرجانات الهندوسية مثل هولي وديوالي. وبحسب كيشوري ساران لال انخفض عدد سكان شبه القارة الهندية من 200 مليون إلى 170 مليون بين عام 1000 وعام 1500، نتيجة القتل وعمليات الترحيل والحروب والمجاعات، وذكر أن تقديراته مؤقتة ولا تدعي أنها نهائية، على الرغم من أنه وفقا لأغلب المؤرخين فقد ازداد عدد السكان بصورة طبيعية خلال هذه الفترة. وفقاً للمؤرخ ويل ديورانت كانت الفتوحات الإسلامية في شبه القارة الهندية ""على الارجح القصة الأكثر دموية في التاريخ"، وبحسب آلان دانييلو "منذ ان بدأ المسلمين بالوصول، حوالي سنة 632 بعد الميلاد، أصبح تاريخ الهند طويلاً بسلسلة رتيبة من جرائم القتل والمذابح والتخريب والتدمير". وصف المؤرخ فرنان بروديل الحقبة الإسلامية في الهند "تجربة استعمارية عنيفة للغاية، كانت القسوة هي القاعدة - الحرق، عمليات الاعدامات المختصرة، الصلب وربط الاطراف، طرق التعذيب المبتكرة. المعابد الهندوسية كان يتم تدميرها افساحا للمجال امام المساجد. في احيان أخرى عمليات التحويل الديني القسري للديانة الإسلامية". وشهدت حملة أورنكزيب عالم كير واحدة من أكبر حصيلة القتلى في تاريخ جنوب آسيا، حيث يقدر عدد الذين قُتلوا في عهده من المسلمين والهندوس على حد سواء بنحو 4.6 مليون شخص. وفي ظل بعض الحكام المسلمين أدى تدمير المعابد والمؤسسات التعليمية الهندوسية، وقتل الرهبان المتعلمين وتشتت الطلاب، إلى تراجع واسع النطاق في التعليم الهندوسي. ومع سقوط الملوك الهندوس، واجهت الأبحاث العلمية والفلسفة الهندوسية بعض الانتكاسات بسبب نقص التمويل والدعم الملكي والبيئة المفتوحة. في حين بحسب جواهر لال نهرو في كتابه "اكتشاف الهند«يعكس موقف معتدل حول الحكام المسلمين حين يقول» في التاريخ الهندي أبطال سعوا إلى توحيد الهند وحمايتها، وفي مقدمتهم «أشوكا، كبير، جورو ناناك، الأمير خسرو، جلال الدين أكبر، وغاندي».
يوجد جدل كبير في الرأي العام والعلمي حول كيفية التحول إلى الإسلام في شبه القارة الهندية، وعادةً ما يتم تمثيله في مدارس التفكير التالية: الرأي الأول أنه كان التحول مزيجًا في البداية بسبب العنف أو التهديد أو أي من الضغوط الأخرى ضد السكان المحليين، والرأي الثاني كعملية اجتماعية ثقافية للإنتشار والإندماج على مدى فترة زمنية طويلة في مجال الحضارة الإسلامية المسيطرة والنظام السياسي العالمي بشكل عام، والرأي الثالث أن هذه التحولات حدثت لأسباب غير دينية مثل البراغماتية ورعاية مثل التنقل الاجتماعي بين النخبة الحاكمة المسلمة، والرأي الرابع أن معظم المسلمين في الهند هم من نسل المهاجرين من الهضبة الإيرانية أو العرب، والرأي الخامس أن التحول كان نتيجة لتصرفات الصوفيين المسلمين والذي شمل تغييرًا حقيقياً في القلب.

### السلطان تيبو
الاضطهاد الآخر المسجل للهندوس يشمل خلال حكم السلطان تيبو في القرن الثامن عشر في جنوب الهند، حيث اضطهد السلطان تيبو الهندوس والمسيحيين، وأجبر كل من الهندوس والمسيحيين على التحول القسري للإسلام. وأصدر السلطان تيبو مرسومًا بتدمير المعابد الهندوسية في ولاية كيرالا. بالمقابل تصور بعض المصادر الأخرى سلطان تيبو أنه متسامحاً واعتنق التعددية الدينية.

## الحكم الاستعماري الأوروبي

### غوا البرتغالية

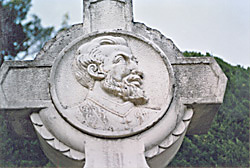
طلب فرنسيس كسفاريوس إنشاء محاكم التفتيش في عام 1545.

خلال الحكم البرتغالي في غوا، تم إجبار الآلاف من الهندوس على التحول إلى المسيحية من خلال تمرير القوانين التي أعاقت ممارسة عقيدتهم، أو مضايقتهم تحت ذرائع مختلفة، وتم إنشاء محكمة التفتيش البرتغالية في غوا والتي اضطهدت المتحولون المتراجعون (أي، الهندوس السابقين والمسلمون الذين تحولوا إلى المسيحية)، وهو الاضطهاد الآخر المسجل للهندوس اثناء الحقبة الإستعمارية. تم إنشاء محاكم التفتيش في غوا في عام 1560 من قبل المبشرين البرتغاليين في الهند البرتغالية، وقد تم تسجيل ما لا يقل عن إعدام 57 جنديًا هندوسياً على مدار الثلاثمائة عام أي بدءًا من عام 1560. يذكر أنّ فرنسيس كسفاريوس الذي إقترح إنشاء محاكم التفتيش.
وفقاً للمؤرخ الهندي تيوتونيو دي سوزا، واجه الهندوس اضطهاداً شديداً مع ثبات كبير تحت البرتغاليين في غوا. وكان الجنرال فيكار ميغيل فاز قد كتب إلى ملك البرتغال في عام 1543 من غوا يطلب فيها إنشاء محاكم التفتيش في غوا أيضًا. بعد ثلاث سنوات، قدّم فرنسيس كسفاريوس طلبًا مشابهًا. لكن عند سماع تجاوزات محاكم التفتيش في غوا، أعرب لورينكو بيرس، السفير البرتغالي في روما، عن استيائه من التاج بينما حذّر من أن هذا الحماس من أجل الدين أصبح في الواقع ضررًا لله والمملكة. مرة أخرى، وفقاً للمؤرخ الهندي تيوتونيو دي سوزا، أدت محاكم التفتيش إلى سقوط الإمبراطورية البرتغالية في الشرق.

## العصر الحديث

### آسيا

#### تقسيم الهند
في العصر الحديث، تم الإبلاغ عن الإضطهاد الديني للهندوس خارج الهند. خلال تقسيم الهند كان الهندوس من بين 200,000 إلى مليون شخص ماتوا خلال أعمال الشغب وغيرها من أعمال العنف المرتبطة بالتقسيم. وبعد استقلال باكستان في عام 1947، تم طرد ما يقرب من 4.7 مليون من الهندوس والسيخ إلى الهند بينما استقر 6.5 مليون مسلم في باكستان.

#### الهند
كان هناك عدد من الهجمات الأخيرة على المعابد الهندوسية والهندوس من قبل المسلحين المسلمين في الهند. ومن أبرزها مذبحة تشامبا عام في 1998، والهجمات التي استهدفت في عام 2002 على معبد راغوناث، والهجوم على معبد أكشاردام في عام 2002 والذي يُزعم أنه ارتكب من قبل الجماعة الإسلامية لشكر طيبة، وتفجيرات فاراناسي في عام 2006 والتي يُفترض أنها ارتكبت من قبل لشكر طيبة، مما أسفر عن العديد من الوفيات والإصابات.
حدث حرق قطار بجودهرا في 27 فبراير من عام 2002، وبلغ عدد الضحايا 59 شخصاً، من بينهم 25 امرأة و 15 طفلاً من الحجاج الهندوس. في عام 2011، أدانت المحكمة القضائية 31 شخصًا قالوا أن الحادث كان «مؤامرة سابقة التخطيط».
في تريبورا، هاجمت جبهة التحرير الوطنية في تريبورا معبدًا هندوسيًا وقتلوا قائدًا روحيًا هناك. ومن المعروف أنها قد حاولت تحويل الهندوس إلى المسيحية بالقوة.
في ولاية آسام، قام أفراد من حمر وهي مجموعة عرقية مسيحية في المقام الأول بوضع صليب ملطخ بالدم في المعابد وأجبروا الهندوس على التحول تحت تهديد السلاح.
شهدت فترة التمرد في ولاية البنجاب على خلفية «عملية بلو ستار» اشتباكات بين مسلحين من السيخ مع الشرطة، وكذلك مع الجماعات الهندوسية النيرنكارية مما أدى إلى وفاة العديد من الهندوس. في عام 1987، تم سحب 32 هندوسياً من إحدى الحافلات وأطلق النار عليهم بالقرب من لاروا في البنجاب على أيدي مسلحين من السيخ.
في 2 مايو من عام 2003، قتل ثمانية هندوس على يد حشد من المسلمين على شاطئ ماراد في منطقة كوريكود في كيرالا. وخلصت اللجنة القضائية التي حققت في الحادث إلى أن أعضاء في العديد من الأحزاب السياسية كانوا متورطين مباشرة في التخطيط وتنفيذ القتل. وأكدت اللجنة وجود «مؤامرة طائفية واضحة، من قبل منظمات إسلامية أصولية وإرهابية». وحكمت المحاكم على 62 من المسلمين بالسجن المؤبد لارتكابهم المجزرة في عام 2009.

#### بنغلاديش
ساهمت الإبادة الجماعية في بنغلاديش 1971 والتي ارتكبتها باكستان الغربية ضد باكستان الشرقية بسبب مطالبتها بحق تقرير المصير، وكان جزء رئيسي منها ضد السكان الهندوس، إلى نزوح عدد كبير من السكان الهندوس، وشكل الهندوس نحو 60% من اللاجئين البنغال إلى الهند حينها. وأجبر العديد من الهندوس على اعتناق الإسلام. وشملت الإبادة الجماعية في بنغلاديش 1971 والتي ارتكبتها باكستان الغربية حملة منهجية من الإغتصاب الجماعي،  وقد ارتكب أفراد من القوات المسلحة الباكستانية ومن ميليشيات مساندة إسلاموية تنتمي لتنظيم جماعة إسلامي (بالأردية: جماعتِ اسلامی) عمليات اغتصاب تراوحت ما بين 200,000 إلى 400,000 من النساء والفتيات البنغلاديشيات في حملةٍ ممنهجةٍ من الاغتصابِ الإبادي. وأعلنت فتوى صادرة من باكستان خلال الحرب عن اعتبار مقاتلي حرب التحرير البنغلاديشيين «هندوسًا»، وأن نساءهم يمكن أن يُؤخذن كـ«غنيمة حرب». أعلن أئمة وزعماء دينيون مسلمون علنًا أن النساء البنغاليات كن غنيمة حرب «غولموتير مال»، وبالتالي فقد دعموا علانيةً قيام الجيش الباكستاني باغتصاب النساء البنغاليات.

#### باكستان
تشير تقارير مختلفة إلى أن النساء الهندوس كن ضحايا للخطف والإجبار على التحول إلى الإسلام. وقال مسؤول في لجنة حقوق الإنسان في باكستان في عام 2010 أن حوالي 20 إلى 25 فتاة هندوسية تختطف كل شهر وتجبر على اعتناق الإسلام قسراً. كثير من الهندوس مستمرون في الفرار من باكستان حتى الآن بسبب الاضطهاد.

#### بوتان
حصل لتطهير العرقي للهندس مع حملة قادها جيغمي سينغي وانغشوك ملك بوتان خلال عقد 1990. قدمت الحكومة مساعدة مالية لبناء المعابد والأضرحة البوذية وتمويل مادي للرهبان والأديرة البوذية. وادعت المنظمات غير الحكومية أن الحكومة نادراً ما منحت الإذن ببناء معابد هندوسية؛ كان آخر تقرير عن هذا البناء في أوائل عقد 1990، عندما سمحت الحكومة ببناء وتجديد المعابد الهندوسية ومراكز تعليم اللغة السنسكريتية والهندوسية وقدمت أموال الدولة للمساعدة في تمويل المشاريع. جادلت الحكومة بأنها كانت مسألة عرض وطلب، حيث تجاوز الطلب على المعابد البوذية بكثير الطلب على المعابد الهندوسية. ذكرت الحكومة أنها دعمت العديد من المعابد الهندوسية في الجنوب، حيث يقيم معظم الهندوس، وقدّمت بعض المنح الدراسية للهندوس لدراسة اللغة السنسكريتية في الهند.

### أمريكا الشمالية

#### ترينداد وتوباغو
خلال العقود الأولى من المشروع الهندي، قوبلت الأشكال الثقافية الهندية إما بازدراء أو عدم مبالاة من قبل الأغلبية المسيحيّة في ترينداد وتوباغو. وقدّم الهندوس مساهمات عديدة في تاريخ وثقافة ترينيداد، على الرغم من أن الدولة كانت تعتبر الهندوس تاريخياً مواطنين من الدرجة الثانية. كافح الهندوس في ترينيداد حول منح امتياز للبالغين، ومشروع قانون الزواج الهندوسي، ومشروع قانون الطلاق، ومرسوم حرق الجثث، وغيرها من القوانين التمييزية. بعد استقلال ترينيداد عن الحكم الإستعماري البريطاني، تم تهميش الهندوس من قبل الحركة الشعبية الوطنية التي كانت تتخذ من أفريقيا مقراً لها. وتم تصوير الحزب المعارض، الحزب الشعبي الديمقراطي، على أنه «مجموعة هندوسية»، وتم اعتبار الهندوس «أقلية معادية وعدائية». وكان لنزوح الحركة الوطنية من أجل الديمقراطية في عام 1985 من شأنه أن يحسن الوضع.
أدت الاحتجاجات المكثفة على مدار عقد 1980 إلى تحسن في مواقف الدولة تجاه الهندوس. انحراف بعض الجوانب الأساسية للثقافة الهندوسية المحلية، وفصل المجتمع الهندوسي عن ترينيداد، وعدم الرغبة في المخاطرة بمحو الجوانب الأكثر جوهرية لما تم تشييده بمثابة «هندوسية ترينيداد» والتي كانت هوية الجماعة فيها قد تم تأصيلها، وكثيراً ما توّلد الشقاق عندما تتصل أبعاد معينة من الثقافة الهندوسية بالدولة. في حين تستمر التناقضات في إثارة النقاش. وتعرض الهندوس أيضًا إلى حملات تبشيرية مستمرة من قبل المبشرين المسيحيين. وعلى وجه التحديد من قبل المسيحيين الإنجيليين والخمسينيين. مثل هذه الأنشطة تعكس التوترات العرقية التي تنشأ في بعض الأحيان بين المجتمعات المسيحية الأفرو-ترينيداد والهندوسية-الهندو-ترينيدادية.

### أوقيانوسيا

#### فيجي

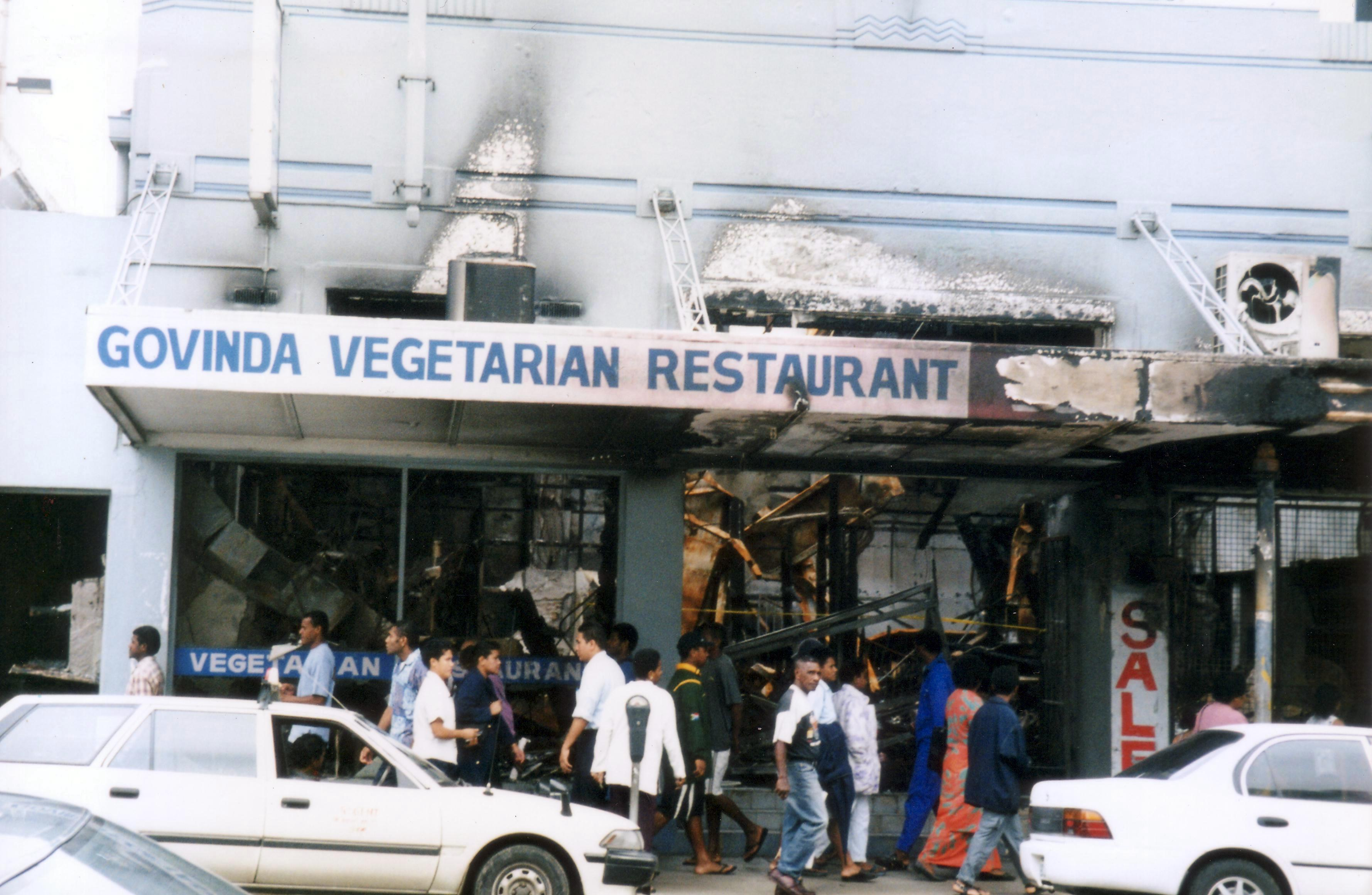
البقايا المحترقة في مطعم جوفيندا في سوفا: تم نهب أكثر من 100 متجر وشركة في المنطقة التجارية المركزية في سوفا في 19 مايو من عام 2000.

يُشكل الهندوس في فيجي حوالي 38% من سكان البلاد. خلال أواخر عقد 1990، اندلعت عدة أعمال شغب ضد الهندوس من قبل عناصر متطرفة في فيجي. في ربيع عام 2000، تم احتجاز الحكومة الفيجية المنتخبة ديمقراطيا بقيادة رئيس الوزراء ماهيندرا تشودري كرهينة من قبل مجموعة برئاسة جورج سبايت. وكانوا يطالبون بدولة معزولة حصرياً لسكان فيجي الأصليين، مما يلغي القوانين والحقوق التي كان يتمتع بها السكان الهندوس الآن. غالبية الأراضي الفيجية مخصصة للمجتمع الفيجي العرقي والأصلي. نظرًا لأن ممارسي الديانة الهندوسية محصورة بين الهنود في الغالب، فإن الهجمات العنصريّة التي شنها القوميين الفيجيين المتطرفين غالبًا ما توجت بالعنف ضد مؤسسات الهندوسية. ووفقًا للتقارير الرسمية، زادت الهجمات على المؤسسات الهندوسية بنسبة 14% مقارنةً بعام 2004. الهندوس والهندوسية، والذين يُطلق عليهم «الخارجون الآخرون»، خاصةً في أعقاب انقلاب مايو من 2000، وقعوا ضحية للأصوليين والوطنيين الفيجيين الذين يرغبون في إنشاء دولة مسيحية ثيوقراطية في فيجي. وجد هذا التعصب تجاه الهندوس تعبيراً في الخطب المعادية للهندوس وتدمير المعابد الهندوسيَّة، وهما أكثر أشكال العنف المباشر والمباشر ضد الهندوس. بين عام 2001 وأبريل عام 2005، تم تسجيل مائة حالة من الهجمات على المعابد الهندوسية لدى الشرطة. تسببت الزيادة المقلقة في تدمير المعابد في نشر الخوف والترهيب بين الأقليات الهندوسية وسرّعت الهجرة إلى أستراليا ونيوزيلندا المجاورتين. دعت المؤسسات الدينية المنظمة، مثل الكنيسة الميثودية في فيجي، مرارًا وتكرارًا إلى إنشاء دولة مسيحية ثيوقراطية ونشرت المشاعر المعادية للهندوسية.[بحاجة لمصدر]
تعترض الكنيسة الميثودية في فيجي بشكل خاص على الحماية الدستورية لطوائف الأقليات الدينية مثل الهندوس والمسلمين. تعد محاباة الدولة للمسيحية والهجمات المنهجية على المعابد من أكبر التهديدات التي يواجهها الهندوس الفيجيون.[بحاجة لمصدر]